# Luperina kaszabi
Luperina kaszabi là một loài bướm đêm trong họ Noctuidae.